# McKenna
McKenna az Amerikai Egyesült Államok északnyugati részén, Washington állam Pierce megyéjében elhelyezkedő statisztikai település. A 2010. évi népszámlálási adatok alapján 716 lakosa van.